# Nannodota minuta
Nannodota minuta là một loài bướm đêm thuộc phân họ Arctiinae, họ Erebidae.